# Robert Hooke
Robert Hooke (Freshwater, 18 luglio 1635 – Londra, 3 marzo 1703) è stato un fisico, biologo, geologo e architetto inglese.

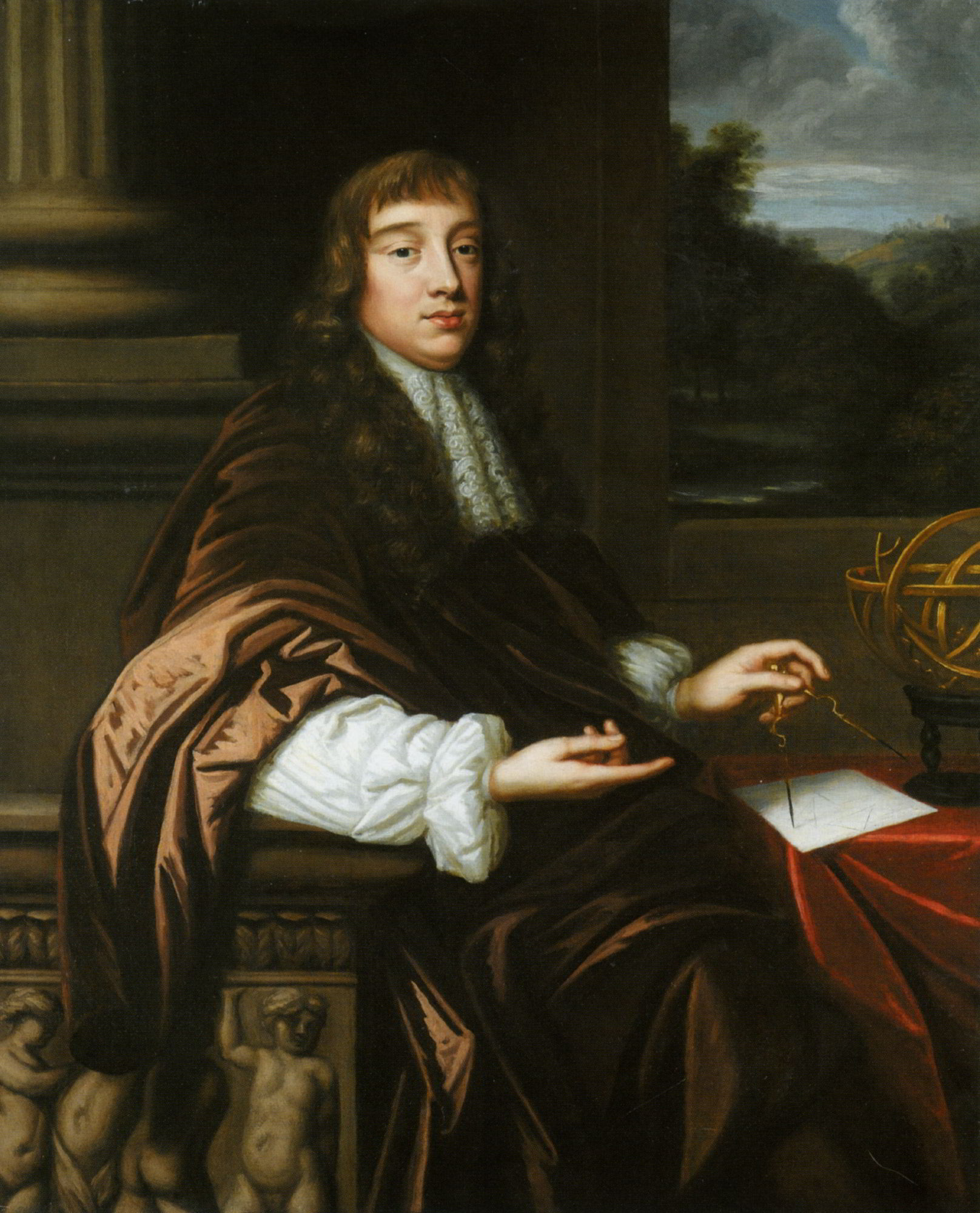
Ritratto di Mary Beale, ipotizzato essere Hooke. (c. 1680)

Fu uno dei più grandi scienziati del Seicento e una delle figure chiave della rivoluzione scientifica. Viene ricordato in particolare per la prima formulazione storica della legge sull'elasticità lineare.

## Biografia
Robert Hooke nacque nella cittadina di Freshwater, nell'Isola di Wight, da una famiglia di medie condizioni (il padre, John, era curato della locale parrocchia).
Sin da bambino mostrò un'eccezionale attitudine per la pittura e la meccanica, ma la salute malferma gli impediva spesso di dedicarsi allo studio. Nel 1648, dopo la morte del padre, si trasferì a Londra, dove trascorse prima un anno come apprendista del pittore Peter Lely e poi frequentò la Westminster School. Dal 1653 frequentò l'Università di Oxford e dal 1657 fu assunto da Robert Boyle come assistente personale.
Nel novembre del 1662 ebbe un impiego presso la Royal Society come curatore degli esperimenti, una nuova figura professionale, creata per lui, che fece di Hooke il primo scienziato pagato al solo scopo di svolgere ricerche. Tra i compiti previsti dal contratto di assunzione vi era quello di ideare e preparare, per ogni riunione della Royal Society (che avvenivano normalmente con frequenza settimanale), tre o quattro nuovi esperimenti da mostrare ai soci. Dal 1665 Hooke divenne anche professore di geometria al Gresham College.
Negli anni successivi Hooke affiancò al lavoro sperimentale svolto per la Royal Society (che per molti anni costituì il fulcro dell'attività scientifica della famosa istituzione inglese) un'intensa attività di teorico, architetto e inventore. Dopo il grande incendio di Londra fu impegnato nella ricostruzione della città. Dal 1677 svolse anche il compito di segretario della Royal Society.
Gli ultimi anni furono segnati dal disaccordo con Newton, che provocò il suo crescente isolamento nell'ambiente scientifico.
Hooke ispirò gli esperimenti di Antoni van Leeuwenhoek (1632-1723) e fu il primo a usare il nome "cellula", osservando un pezzo di sughero (ovviamente formato da cellule morte, quindi senza nucleo). Anche dopo molti anni il nome non venne cambiato.

## Realizzazioni tecniche

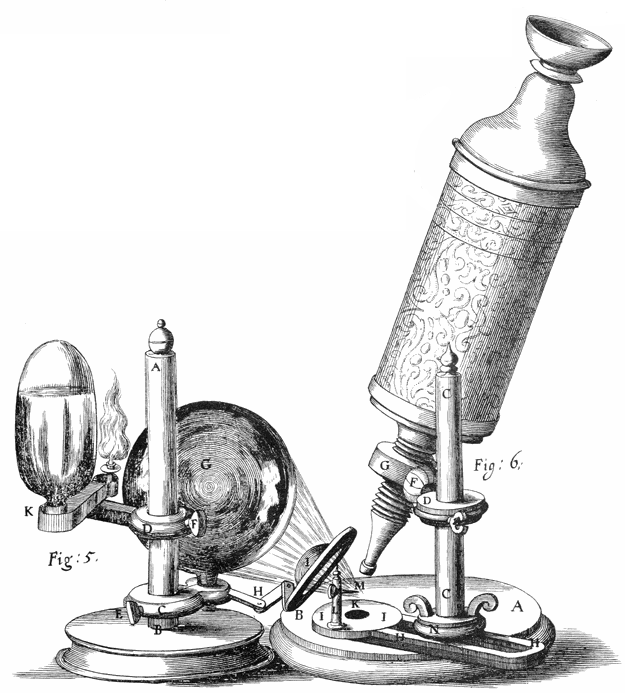
Il microscopio di Robert Hooke

L'attività di Hooke come inventore e perfezionatore di strumenti scientifici fu estremamente ricca. Si può darne un'idea osservando, come fa Stephen Inwood, che nell'autorevole enciclopedia storica sugli strumenti scientifici citata in bibliografia il nome di Robert Hooke ricorre venti volte: più di qualsiasi altro inventore della storia. Qui possiamo accennare solo a poche delle sue realizzazioni.

### La pompa pneumatica
Negli anni in cui era assistente personale di Boyle, Hooke progettò e realizzò una pompa pneumatica di nuovo tipo, che gli permise una serie di esperimenti che portarono, tra l'altro, a quella che oggi è nota come legge di Boyle.

### Hooke microscopista

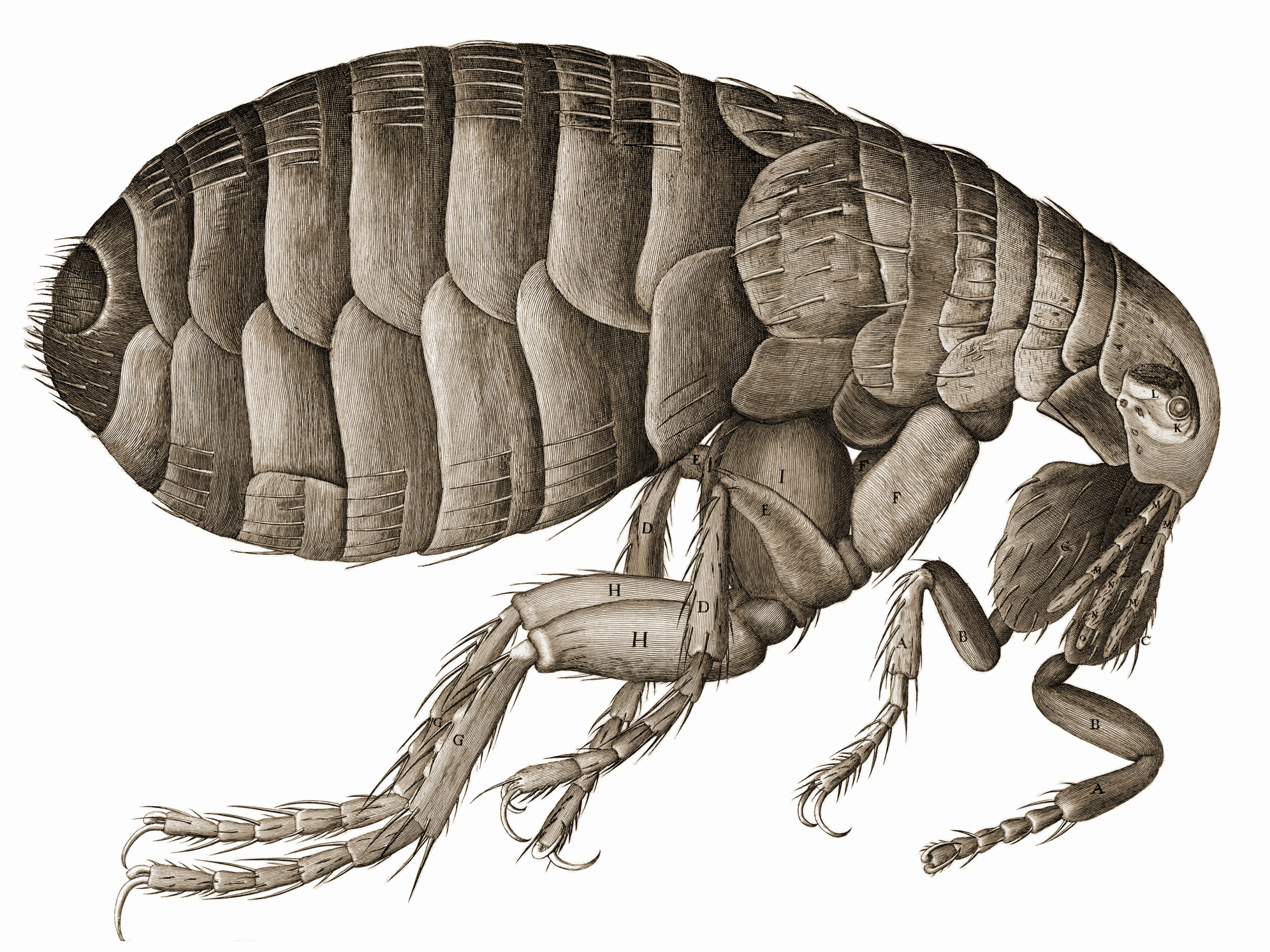
Disegno di Hooke di una pulce osservata al microscopio (dal libro Micrographia)

Alcuni dei risultati più famosi di Hooke sono connessi ai perfezionamenti da lui apportati al microscopio. I microscopi da lui costruiti, che si avvalevano di nuovi sistemi ottici e di un nuovo sistema di illuminazione, gli permisero una serie di scoperte esposte nel libro Micrographia: da risultati sull'anatomia degli insetti alla famosa scoperta, nel sughero, di quelle cavità, separate da pareti, che chiamò cells (cellule), a osservazioni sui cristalli essenziali per la nascente scienza della cristallografia (alla cui fondazione Hooke contribuì anche elaborando pionieristici modelli per dedurre dalla forma dei cristalli macroscopici le loro disposizioni atomiche).

### Strumenti astronomici e osservazioni
Hooke progettò e perfezionò vari strumenti astronomici. Contribuì in modo essenziale, tra l'altro, a progettare ed equipaggiare l'Osservatorio di Greenwich. Se la priorità nell'invenzione del telescopio a riflessione spetti a lui o a Newton è oggetto di discussione. Tra i risultati astronomici ottenuti con gli strumenti da lui progettati vi sono la scoperta della Grande macchia rossa sul pianeta Giove, che gli permise di dimostrare la rotazione di Giove intorno al suo asse, e la misura del periodo di rotazione di Marte.

### Strumenti meteorologici

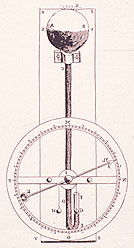
Il barometro di Hooke

Hooke è l'inventore del barometro a ruota, dell'anemometro, dell'igrometro e di altri apparecchi utili per la meteorologia. Risale a lui l'idea di usare misure di pressione atmosferica per le previsioni del tempo e quella di usare la temperatura del ghiaccio.

### Il lavoro sull'orologio
Hooke si impegnò per anni nel perfezionamento dell'orologio meccanico, allo scopo di realizzare uno strumento utilizzabile sulle navi e quindi utile per la determinazione della longitudine. In quest'impresa fu in competizione con Huygens. Non è facile stabilire a quale dei due scienziati spetti la priorità nell'invenzione del moderno orologio meccanico portatile, basato su molla e bilanciere.

## Principali risultati scientifici

### Ottica
I risultati di Hooke come perfezionatore di microscopi e telescopi si accompagnarono a indagini di grande importanza sulla scienza dell'ottica, che costituirono uno dei motivi di scontro con Newton. Mentre infatti Newton difese per tutta la vita la sua teoria corpuscolare dell'ottica, Hooke fu uno dei fondatori dell'ottica ondulatoria, grazie agli studi da lui condotti su fenomeni di diffrazione (che Hooke chiamò inflexion) e interferenza. Si deve a Hooke, in particolare, la scoperta di quei fenomeni di interferenza che oggi sono chiamati anelli di Newton. Fu Hooke infine a porre le basi dell'ombrografia.

### La Cellula
Nel 1665 fu il primo a individuare la cellula tagliando una sottile sezione di sughero e, osservandola al microscopio, vide numerose rientranze che somigliavano alle celle di un alveare.

### Gravitazione e dinamica
Nel 1670 Hooke propose di spiegare il moto dei pianeti e delle comete con una nuova meccanica basata su tre ipotesi: che tutti i corpi celesti si attraggano tra loro; che i corpi si muovano di moto rettilineo uniforme se non sono deviati da forze; che le forze di attrazione decrescano con la distanza. La legge matematica con cui la forza di attrazione decresce con la distanza fu da lui precisata negli anni successivi, in particolare in una lezione sulla luce del 1681, nella quale precisò che la forza doveva decrescere con il quadrato della distanza. Hooke capì anche che da questa legge dovevano dedursi le leggi di Keplero, ma non riuscì ad effettuare la deduzione. Questo passo decisivo fu compiuto da Newton nei Philosophiae Naturalis Principia Mathematica, ma il contributo di Hooke alla sistemazione newtoniana era stato certamente importante.

### Geologia e paleontologia
Hooke fu molto interessato ai fossili. In un'epoca in cui erano ancora generalmente considerati "scherzi di natura" sostenne che si trattava dei resti di specie estinte e che la loro distribuzione attuale poteva fornire indicazioni sui mutamenti geologici che gli erano suggeriti anche dal suo lungo studio dei terremoti. Si trattava in questo caso di idee risalenti all'antichità (in particolare ad Eratostene), ma il sostenerle nel XVII secolo rese Hooke un pioniere anche nei campi della geologia e della paleontologia. Fu inoltre il primo ad ipotizzare, sulla base dei cambiamenti climatici deducibili dalla distribuzione dei fossili, che l'asse terrestre nel passato avesse cambiato posizione.

### Chimica, anatomia e fisiologia
Per identificare il componente dell'aria essenziale per la combustione (e la respirazione) Hooke partì dall'osservazione che la polvere da sparo può deflagare anche in assenza di aria. Ne dedusse che la sostanza attiva nella combustione vi fosse contenuta. Eliminando poi gli altri costituenti, la localizzò nel salnitro: si trattava di un passo significativo verso la scoperta dell'ossigeno.
Tra i suoi lavori di anatomia, si occupò in particolare della struttura dell'occhio. Per spiegarne il funzionamento costruì un occhio artificiale che dotò, ad imitazione dell'iride, del primo diaframma ad ampiezza variabile: un congegno che reputò utile anche in alcuni apparecchi ottici.
I suoi esperimenti di vivisezione su cani, eseguiti in collaborazione con Richard Lower e poi da questi proseguiti, portarono a una chiarificazione del ruolo svolto dal polmone nella circolazione del sangue.

## La legge di Hooke
Il suo più noto risultato in fisica è senz'altro la scoperta della legge che regola la forza elastica, la quale in suo onore è chiamata legge di Hooke. Essa è formulata dicendo che un corpo elastico, quale ad esempio una molla, subisce una deformazione direttamente proporzionale alla forza ad esso applicato. La costante di proporzionalità k, detta anche costante elastica della molla, dipende dalla natura del materiale stesso. 

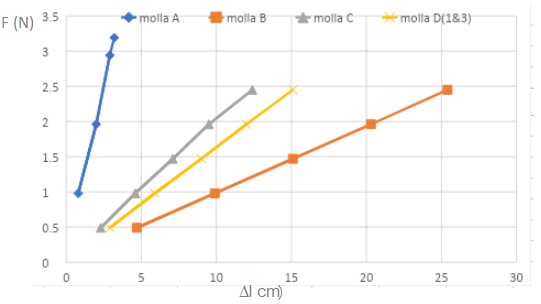
Tipico andamento grafico della Legge di Hooke

A partire dall'enunciato fornito originariamente da Hooke, l'equazione che esprime la forza elastica esercitata da una molla sollecitata longitudinalmente, in trazione o in compressione, lungo un asse {\displaystyle {\hat {x}}} è:
{\displaystyle \mathbf {F} =-k_{E}\Delta l\cdot {\hat {\mathbf {x} }}}
quindi la forza {\displaystyle \mathbf {F} } con cui la molla reagisce alla sollecitazione è direttamente proporzionale all'allungamento {\displaystyle \Delta l} della molla. La costante {\displaystyle k_{E}} rappresenta la costante elastica longitudinale della molla, espressa in {\textstyle [\mathrm {N\cdot m^{-1}} ]}.
La validità della legge di Hooke per una molla può essere verificata in laboratorio anche tramite semplici attrezzature. In genere, l'obiettivo dell'esperimento è la determinazione del valore della costante elastica longitudinale k di una molla.

## Hooke architetto

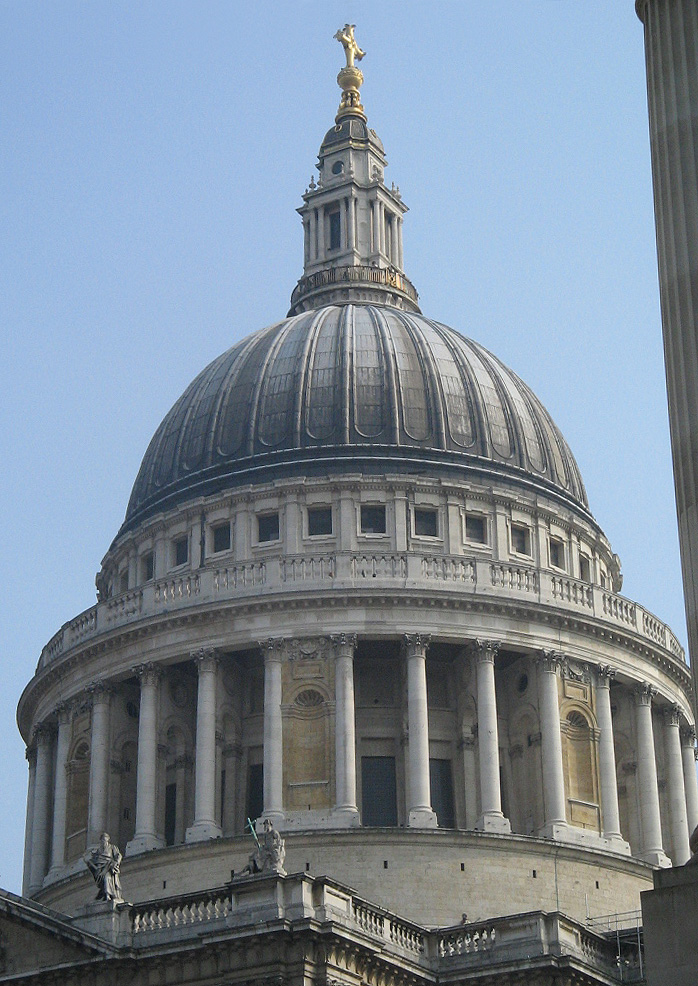
La cupola della Cattedrale di St Paul

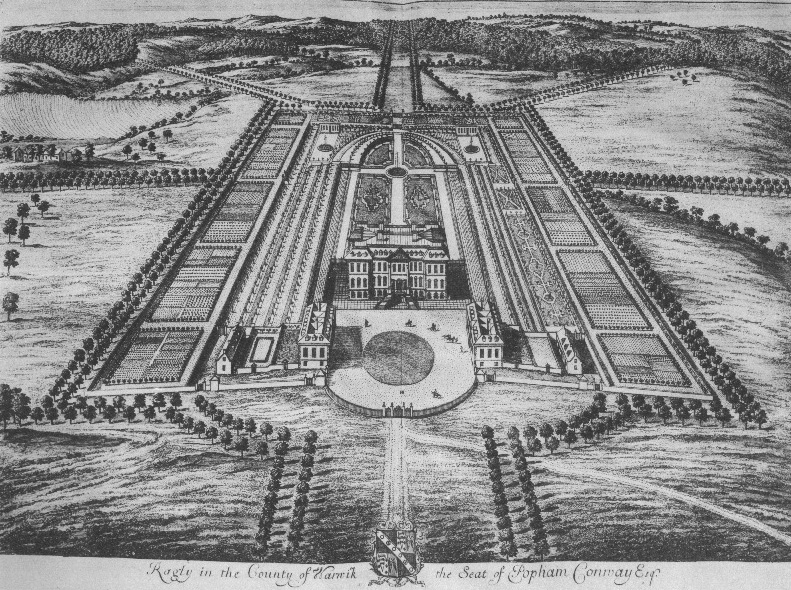
Un altro edificio progettato da Hooke: Ragley Hall

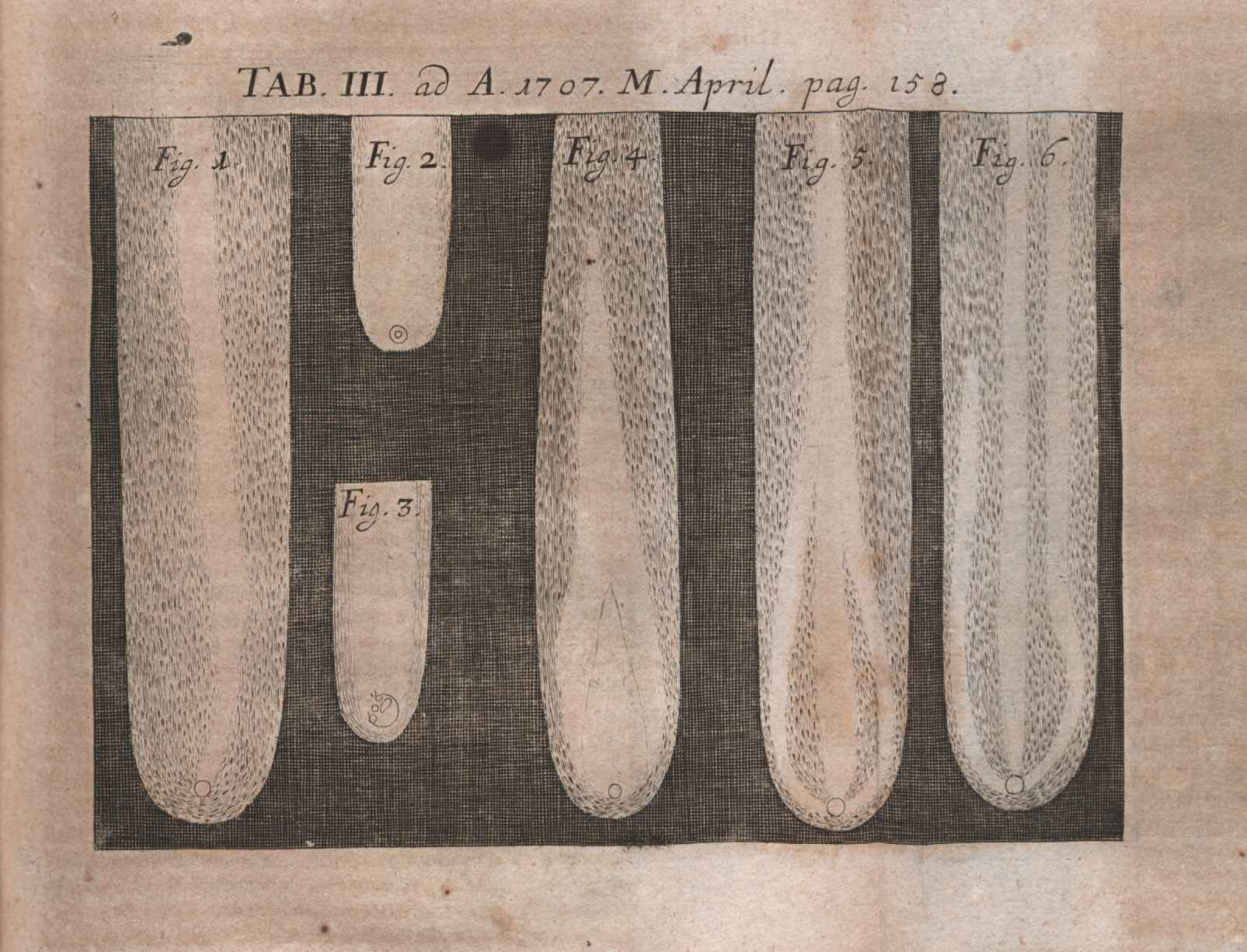
Illustrazione alla recensione de The posthumous works of Robert Hooke... pubblicata sugli Acta Eruditorum del 1707

Dopo l'incendio che nel settembre 1666 distrusse gran parte della città di Londra, Hooke fu attivamente impegnato nell'opera di ricostruzione, sia come architetto privato sia come membro di commissioni nominate a tale scopo dalle autorità cittadine e dal Parlamento. In entrambi i ruoli collaborò intensamente con Christopher Wren. Parte dell'attività privata fu svolta in effetti alle dipendenze di Wren, che per molti anni pagò regolarmente il lavoro di progettazione architettonica svolto da Hooke per il suo studio.
Pur non avendo esperienze precedenti sull'argomento, Hooke riuscì rapidamente ad immettere idee nuove in tutte le fasi del lavoro di ricostruzione: progettò nuovi strumenti per il rilevamento, ideò nuovi dettagli costruttivi (le finestre a ghigliottina che ancora esistono sono, ad esempio, una sua invenzione) e, soprattutto, dette importanti contributi alla scienza delle costruzioni: studiando la statica degli archi con metodi matematici, introdusse in architettura l'uso della catenaria.
Quanto al suo lavoro più propriamente architettonico, esso è stato a lungo oscurato dalla fama del suo collaboratore e datore di lavoro Christopher Wren ed è stato rivalutato in epoca relativamente recente. Tra gli edifici progettati da Hooke, oltre a residenze private, come Ragley Hall, vi sono molte chiese e edifici pubblici, tra i quali il Bethlem Royal Hospital e il Royal College of Physicians. Tra i frutti della collaborazione tra Hooke e Wren vi è l'Osservatorio di Greenwich, il famoso Monumento al Grande Incendio e la Cattedrale di St Paul, che deve a Hooke in particolare la struttura della cupola (con la sezione a forma di catenaria).

## Altri interessi
L'eccezionale varietà degli interessi di Hooke non permette di elencarli. Ecco pochi esempi di argomenti sui quali lesse relazioni alla Royal Society: nuovi metodi cartografici, uso ed effetti della cannabis, come fanno alcuni insetti a camminare sull'acqua, progetto di una macchina per confezionare sigari, nuovi metodi per la conservazione della carne, un sistema per trasmettere messaggi a distanza, lingua cinese.
Hooke elaborò anche un modello del funzionamento della memoria e si interessò al progetto di una lingua scientifica universale. Il suo contributo più rilevante in campo filosofico è un saggio sul metodo scientifico in cui elabora una algebra universale, formata da regole e procedimenti che gli scienziati avrebbero dovuto seguire per ricavare leggi della natura da osservazioni e esperimenti.

## Il ricordo di Hooke
Negli ultimi anni della vita, quando la sconfitta nella disputa che lo aveva opposto a Newton era ormai chiara, Hooke fu angosciato dal timore di essere completamente dimenticato. Non si trattava di un timore infondato. L'anno della sua morte, il 1703, fu anche l'anno dell'elezione di Isaac Newton alla presidenza della Royal Society. Negli anni successivi, mentre l'influenza di Newton sugli ambienti scientifici inglesi diveniva un'egemonia incontrastata, il ricordo dell'antico rivale fu sistematicamente cancellato. Non solo molti dei suoi risultati furono attribuiti ad altri, ma fu persino rimosso dai locali della Royal Society il suo ritratto.
Recentemente vi è stata una notevole rivalutazione del lavoro di Hooke: in particolare molte pubblicazioni sono apparse nel 2003, in occasione del terzo centenario della morte. L'illusione di averne ritrovato un ritratto , però rapidamente spenta. Con ogni probabilità non potremo mai conoscere le fattezze dell'uomo che aveva osato contraddire Newton.
Hooke è uno dei personaggi di spicco nella trilogia del Ciclo Barocco del romanziere Neal Stephenson, in particolare nel primo volume, Argento vivo (Quicksilver) (2003).
A lui è dedicato l'asteroide 3514 Hooke.

## Opere
- (FR) [Opere. Lettere e carteggi], Paris, Jean Cusson (2.), 1665.
- (EN) Micrographia restaurata, London, John Bowles, 1745.
- (EN) Philosophical experiments and observations, London, William Innys & John Innys, 1726.
- Hooke, Robert, An Attempt to Prove the Motion of the Earth by Observations (disponibile in rete qui).
- The Posthumous Works of Robert Hooke, second edition, Frank Cass & Co, London, 1971.
- Hooke, Robert, Micrographia Dover, 2003.